# 吸血ゾンビ
『吸血ゾンビ』（きゅうけつゾンビ、原題：The Plague of the Zombies）はイギリスのハマー・フィルム・プロダクション制作のホラー映画である。

## 概要
英国の片田舎を舞台に描くハイチ渡来のブードゥの秘儀をめぐる怪事件を描いたミステリー・ホラー。
食人シーンが主の後期ゾンビ映画とは違い、メイキャップや特殊効果など、現代のホラー映画に多大な影響を与えた。特に日本では多くの図鑑や雑誌などにスチル写真が掲載されたため、本作のゾンビのビジュアルは非常に有名である。
本作では首を落とすといった退治法がジョージ・A・ロメロ監督などのモダン・ゾンビ映画に大きな影響を与えた。

## ストーリー
ある日、ロンドン大学のフォーブス博士は元教え子のトンプソン医師から一通の手紙を受け取る。英国のとある田舎村に赴任したトンプソン医師は住民が相次いで原因不明の奇怪な病死を遂げていることに悩まされていた。謎の病を解明し、元教え子と村人を救うべく、フォーブス博士と娘のシルヴィアはトンプソン医師のいる村へと向かう。そこにはブードゥー教の呪法が絡んでいる事を知る。

## キャスト
| 役名                         | 俳優                   | 日本語吹替                     |
| 役名                         | 俳優                   | 東京12ch版                     |
| ---------------------------- | ---------------------- | ------------------------------ |
| サー・ジェイムズ・フォーブス | アンドレ・モレル       | 久松保夫                       |
| シルヴィア・フォーブス       | ダイアン・クレア       | 池田昌子                       |
| ピーター・トンプソン         | ブルック・ウィリアムズ | 広川太一郎                     |
| アリス・トンプソン           | ジャクリーン・ピアース | 北浜晴子                       |
| クライヴ・ハミルトン卿       | ジョン・カーソン       | 大塚周夫                       |
| 初回放送                     |                        | 1970年8月20日 『木曜洋画劇場』 |

## DVD
日本ではVHS化されておらず､2002年11月8日にはDVDが発売された。
「日本語吹替音声収録HDリマスター版」BDが2022年6月3日発売予定